# Alsózáros
Alsózáros (1899-ig Zárjecs, szlovákul Dolné Záriečie) Vágegyháza-Alsózáros településrésze, egykor önálló falu Szlovákiában, a Trencséni kerületben, a Trencséni járásban.

## Fekvése
Trencséntől 4 km-re nyugatra.

## Története
Vályi András szerint "ZARJECZ. Három tót falu Trentsén Várm. földes Uraik több Uraságok, lakosaik katolikusok, és evangelikusok, fekszenek Drietomához, Lukihoz, és Dluhepoléhoz nem meszsze, Trentsénhez 3/4 mértföldnyire; határbéli földgyeik közép termékenységűek, lakosaik jó késeket tsinálnak, kallójok is van."
Fényes Elek szerint "Zarjecz, Trencsén m. tót falu, a Vágh jobb partján: 81 kath., 51 ev., 14 zsidó lak. Termékeny határ; savanyuviz-forrás. F. u. többen. Ut. p. Trencsén.
" 
A trianoni békeszerződésig Trencsén vármegye Trencséni járásához tartozott.

## Népessége
1910-ben 196, túlnyomórészt szlovák lakosa volt.
2001-ben Vágegyháza-Alsózáros 351 lakosából 342 szlovák volt.